# Szkoła Podoficerów Zawodowych Kawalerii
Szkoła Podoficerów Zawodowych Kawalerii (Szk. Podof. Zaw. Kaw.) – szkoła podoficerska kawalerii Wojska Polskiego.
Szkoła została zorganizowana latem 1926 roku w garnizonie Lwów. Z dniem 15 lipca 1926 roku Minister Spraw Wojskowych przeniósł do kadry oficerów kawalerii siedmiu oficerów i przydzielił ich do szkoły na stanowiska instruktorów oraz komendanta. Następnie szkoła została przeniesiona do Jaworowa. Nauka w szkole trwała sześć miesięcy. Przez kolejnych pięć miesięcy kandydaci na podoficerów zawodowych doskonalili umiejętności w dywizjonach szkolnych organizowanych w dywizjach i brygadach kawalerii oraz w Szkole Jazdy Konnej w Centrum Wyszkolenia Kawalerii.

## Kadra szkoły
Komendanci:
- mjr kaw. Tadeusz Komorowski (19 VII 1926 – XII 1927)
- mjr kaw. Edmund Heldut-Tarnasiewicz (XII 1927[4] - 1929)
- mjr kaw. Kazimierz Suski de Rostwo (1929 – I 1931[5])

Kwatermistrz:
- rtm. Władysław Jan Olszowski (od 19 VII 1926)

Instruktorzy:
- mjr kaw. Józef Trenkwald z 8 p.uł.
- por. kaw. Paweł Bierzyński z 24 p.uł.
- por. kaw. Jerzy Jasiewicz z 2 p.uł.
- por. kaw. Janusz Kapuściński z 15 p.uł.
- por. kaw. Bolesław Pieczyński z 16 p.uł.
- por. kaw. Karol Stefan Rudnicki z 6 p.uł.
- por. kaw. Aleksander Sitek z 15 p.uł.[6]